# Albert a David Mayslesovi
Albert Maysles (26. listopadu 1926, Boston – 5. března 2015) a David Maysles (1931 - 1987) byla bratrská dvojice amerických dokumentaristů. Jsou průkopníky režijního stylu direct cinema. Ten zachycuje skutečnost bez příkras a dodatečných zásahů (chybí hudba atd.). Mezi jejich nejslavnější filmy patří Meet Marlon Brando, Salesman, Primary či Gray Gardens. Albert byl i několikrát v České republice, naposledy v roce 2005 na Mezinárodním filmovém festivalu Academia Film Olomouc 2005.